# Kaheim Dixon
Kaheim Dixon (Trenchtown, 4 ottobre 2004) è un calciatore giamaicano, attaccante del Crawley Town, in prestito dal Charlton, e della nazionale giamaicana.

## Carriera

### Club
Ha iniziato la sua carriera calcistica in Giamaica nel 2022 con la maglia del Chapelton Maroons. Nel 2023 è stato acquistato dall'Arnett Gardens.
Nell'estate del 2024 si trasferisce ai londinesi del Charlton, club della terza divisione inglese, dove gioca 3 partite senza mai segnare, conquistando una promozione in seconda divisione.
Il 15 agosto 2025 viene ceduto in prestito al Crawley Town, club della quarta divisione inglese.

### Nazionale
Ha debuttato con la nazionale giamaicana il 1º marzo 2024 nell'amichevole vinta 1-0 contro il Trinidad e Tobago proprio grazie ad una sua rete.
Il 12 giugno 2024, il commissario tecnico Heimir Hallgrímsson, lo convoca per la Copa América 2024.

## Statistiche

### Presenze e reti nei club
Statistiche aggiornate al 21 marzo 2024.
| Stagione        | Squadra           | Campionato      | Campionato | Campionato | Coppe nazionali | Coppe nazionali | Coppe nazionali | Coppe continentali | Coppe continentali | Coppe continentali | Altre coppe | Altre coppe | Altre coppe | Totale | Totale | Totale |
| Stagione        | Squadra           | Comp            | Pres       | Reti       | Comp            | Pres            | Reti            | Comp               | Pres               | Reti               | Comp        | Pres        | Reti        | Pres   | Reti   |        |
| --------------- | ----------------- | --------------- | ---------- | ---------- | --------------- | --------------- | --------------- | ------------------ | ------------------ | ------------------ | ----------- | ----------- | ----------- | ------ | ------ | ------ |
| 2022-2023       | Chapelton Maroons | PL              | 3          | 0          |                 | -               | -               |                    | -                  | -                  |             | -           | -           | 3      | 0      |        |
| 2023-2024       | Arnett Gardens    | PL              | 6          | 2          |                 | -               | -               |                    | -                  | -                  |             | -           | -           | 6      | 2      |        |
| Totale carriera | Totale carriera   | Totale carriera | 9          | 2          |                 | -               | -               |                    | -                  | -                  |             | -           | -           | 9      | 2      |        |

### Cronologia presenze e reti in nazionale
| Cronologia completa delle presenze e delle reti in nazionale ― Giamaica | Cronologia completa delle presenze e delle reti in nazionale ― Giamaica | Cronologia completa delle presenze e delle reti in nazionale ― Giamaica | Cronologia completa delle presenze e delle reti in nazionale ― Giamaica | Cronologia completa delle presenze e delle reti in nazionale ― Giamaica | Cronologia completa delle presenze e delle reti in nazionale ― Giamaica | Cronologia completa delle presenze e delle reti in nazionale ― Giamaica | Cronologia completa delle presenze e delle reti in nazionale ― Giamaica |
| Data                                                                    | Città                                                                   | In casa                                                                 | Risultato                                                               | Ospiti                                                                  | Competizione                                                            | Reti                                                                    | Note                                                                    |
| ----------------------------------------------------------------------- | ----------------------------------------------------------------------- | ----------------------------------------------------------------------- | ----------------------------------------------------------------------- | ----------------------------------------------------------------------- | ----------------------------------------------------------------------- | ----------------------------------------------------------------------- | ----------------------------------------------------------------------- |
| 1-3-2024                                                                | Port of Spain                                                           | Trinidad e Tobago                                                       | 0 – 1                                                                   | Giamaica                                                                | Amichevole                                                              | 1                                                                       | 85’                                                                     |
| 3-3-2024                                                                | Malabar                                                                 | Trinidad e Tobago                                                       | 0 – 0                                                                   | Giamaica                                                                | Amichevole                                                              | -                                                                       | 62’                                                                     |
| 21-3-2024                                                               | Arlington                                                               | Stati Uniti                                                             | 3 – 1 dts                                                               | Giamaica                                                                | CONCACAF Nations League 2023-2024 - semifinali                          | -                                                                       | 102’                                                                    |
| 6-6-2024                                                                | Kingston                                                                | Giamaica                                                                | 1 – 0                                                                   | Rep. Dominicana                                                         | Qual. Mondiali 2026                                                     | -                                                                       | 82’                                                                     |
| 9-6-2024                                                                | Roseau                                                                  | Dominica                                                                | 2 – 3                                                                   | Giamaica                                                                | Qual. Mondiali 2026                                                     | 1                                                                       | 64’                                                                     |
| 22-6-2024                                                               | Houston                                                                 | Messico                                                                 | 1 – 0                                                                   | Giamaica                                                                | Coppa America 2024 - 1º turno                                           | -                                                                       | 81’                                                                     |
| 26-6-2024                                                               | Paradise                                                                | Ecuador                                                                 | 3 – 1                                                                   | Giamaica                                                                | Coppa America 2024 - 1º turno                                           | -                                                                       | 83’                                                                     |
| 30-6-2024                                                               | Austin                                                                  | Giamaica                                                                | 0 – 3                                                                   | Venezuela                                                               | Coppa America 2024 - 1º turno                                           | -                                                                       | 46’                                                                     |
| 6-9-2024                                                                | Kingston                                                                | Giamaica                                                                | 0 – 0                                                                   | Cuba                                                                    | CONCACAF Nations League 2024-2025 - 1º turno                            | -                                                                       | 89’                                                                     |
| 10-9-2024                                                               | Tegucigalpa                                                             | Honduras                                                                | 1 – 2                                                                   | Giamaica                                                                | CONCACAF Nations League 2024-2025 - 1º turno                            | -                                                                       | 65’                                                                     |
| 14-10-2024                                                              | Kingston                                                                | Giamaica                                                                | 0 – 0                                                                   | Honduras                                                                | CONCACAF Nations League 2024-2025 - 1º turno                            | -                                                                       | 60’                                                                     |
| 21-3-2025                                                               | Kingstown                                                               | Saint Vincent e Grenadine                                               | 1 – 1                                                                   | Giamaica                                                                | Qual. Gold Cup 2025                                                     | -                                                                       | 90+1’                                                                   |
| 25-3-2025                                                               | Kingston                                                                | Giamaica                                                                | 3 – 0                                                                   | Saint Vincent e Grenadine                                               | Qual. Gold Cup 2025                                                     | -                                                                       | 90+2’                                                                   |
| 27-5-2025                                                               | Londra                                                                  | Giamaica                                                                | 3 – 2                                                                   | Trinidad e Tobago                                                       | Amichevole                                                              | -                                                                       | 80’                                                                     |
| 31-5-2025                                                               | Brentford                                                               | Giamaica                                                                | 2 – 2 (4 – 5 dtr)                                                       | Nigeria                                                                 | Amichevole                                                              | 1                                                                       | 13’ 60’                                                                 |
| 7-6-2025                                                                | Road Town                                                               | Isole Vergini Britanniche                                               | 0 – 1                                                                   | Giamaica                                                                | Qual. Mondiali 2026                                                     | -                                                                       | 56’                                                                     |
| 16-6-2025                                                               | Carson                                                                  | Giamaica                                                                | 0 – 1                                                                   | Guatemala                                                               | Gold Cup 2025 - 1° turno                                                | -                                                                       | 85’                                                                     |
| 20-6-2025                                                               | San Jose                                                                | Giamaica                                                                | 2 – 1                                                                   | Guadalupa                                                               | Gold Cup 2025 - 1° turno                                                | -                                                                       | 85’                                                                     |
| 24-6-2025                                                               | Austin                                                                  | Panama                                                                  | 4 – 1                                                                   | Giamaica                                                                | Gold Cup 2025 - 1° turno                                                | -                                                                       | 64’                                                                     |
| Totale                                                                  |                                                                         | Presenze                                                                | 19                                                                      |                                                                         | Reti                                                                    | 3                                                                       |                                                                         |